# Emma Donoghue
Emma Donoghue   (Dublín, 24 d'octubre de 1969) és una novel·lista, dramaturga i historiadora literària irlandesa resident al Canadà. La seva novel·la de 2010 Room va ser finalista del premi Booker i un best-seller internacional. La seva novel·la de 1995 Hood novella va guanyar el premi Stonewall i Slammerkin (2000) va guanyar el premi Ferro-Grumley de ficció lèsbica.
Per l'adaptació que va fer al guió de la pel·lícula Room va ser nominada al premis Oscar al millor guió adaptat. A més, va ser nominada en els premis BAFTA, els premis Satellite i als Independent Spirit en la mateixa categoria.

## Biografia
Donoghue va néixer a Dublín (Irlanda) el 1969. La petita de vuit germans, és la filla de Frances (Rutledge) i del crític acadèmic i literari Denis Donoghue. Es va graduar amb honors pel Col·legi Universitari de Dublín i té un doctorat per la Universitat de Cambridge. La seva tesi va ser sobre l'amistat entre homes i dones en la ficció del segle xviii. A Cambridge, va viure en una cooperativa de dones, experiència que va inspirar el seu conte "The Welcome" (recollit en Touchy Subjects). El 1998 es va mudar al Canadà, on es convertiria en ciutadana canadenca el 2004. Viu aLondon (Ontario) amb la seva parella, Chistrine Roulston, i els seus dos fills.

## Obres
La primera novel·la de Donoghue va ser Stir Fry, de 1994, una bildungsroman sobre una jove dona irlandesa que descobreix la seva sexualitat. Va ser finalista del premi Literari Lambda el 1994. En 1995 va escriure Hood, una altra història contemporània sobre una dona irlandesa que intenta recuperar-se després de la mort de la seva xicota. Hood va guanyar el premi de l'Associació de Bibliotecaris Americans per a literatura gai, lesbiana i bisexual de 1997 (actualment conegut com a premi Stonewall de literatura).
Slammerkin (2000) és una novel·la històrica ambientada a Londres i Gal·les. Inspirada en històries de diaris del segle xviii sobre una sirventa que va assassinar al seu ocupador i va ser executada, la protagonista és una prostituta que anhela dur bona vestimenta. Va ser finalista del premi de literatura de ficció de The Irish Times el 2001 i va obtenir el premi Ferro-Grumley de ficció lèsbica el 2002, malgrat mancar de contingut lèsbic. La seva novel·la de 2007, Landing, retrata una relació de llarga distància entre una conservadora d'art canadenca i una encarregada de vol irlandesa. The Sealed Letter (2008), una altra obra de ficció històrica, està basada en l'assumpte Codrington, un escandalós cas de divorci en la Gran Bretanya de 1864 protagonitzat per Emily Faithfull. Va ser preseleccionada per a un premi Giller, i va guanyar el Premi Literari Lambda de 2009 de ficció lèsbica, al costat de la novel·la de Chandra Mayor All the Pretty Girls.
El 27 de juliol de 2010 la novel·la de Donoghue Room va ser preseleccionada al premi Booker i el 7 de setembre de 2010 va aconseguir ser una de les nominades. El 2 de novembre de 2010 es va anunciar que Room guanyava el premi Rogers de Ficció de la Societat d'Escriptors del Canadà. Room va ser finalista dels premis del Governador General de 2010 al Canadà, i va guanyar l'Irish Book Award. Va ser nominada per a un premi Orange el 2011.
En la conferència Lesbian Lives a Brighton, el 13 de febrer de 2011, Donoghue va revelar que la seva següent novel·la seria una ficció històrica basada en la història veritable d'una caçadora de granotes travesti que va ser assassinada al segle xix. Aquesta novel·la, Frog Music, es va publicar el 2014.
El 2015 Donoghue va escriure el guió per a la versió cinematogràfica de Room, per la qual cosa va ser nominada per a diversos premis al millor guió adaptat, inclòs un Oscar.

### Novel·les
- Stir Fry (1994)
- Hood (1995)
- Slammerkin (2000)
- Life Mask (2004)
- Landing (2007)
- The Sealed Letter (2008)
- Room (2010)
- Frog Music (2014)

### Contes
- "Dear Lang" (2009) a How Beautiful the Ordinary: Twelve Stories of Identity

### Reculls de contes
- Kissing the Witch (1997)
- The Woman Who Gave Birth to Rabbits (2002)
- Touchy Subjects (2006)
- Three and a Half Deaths (2011)
- Astray (2012)

### Teatre
- I Know My Own Heart (1993) (publicat el 2001)
- Ladies and Gentlemen (1996) (publicat el 1998)
- Don't Die Wondering (2005)
- Kissing the Witch (2000)
- The Talk of the Town (2012)
- Emma Donoghue: Obras seleccionadas (publicat el 2015)

### Radioteatre
- Trespasses (1996)
- Don't Die Wondering (2000)
- Exes (2001)
- Humans and Otros Animales (2003)
- Mezcla (2003)

### Guions cinematogràfics
- Pluck (2001)
- Room (2015)

### Història literària
- Passions Between Women: British Lesbian Cultura 1668 - 1801 (1993)
- We Are Michael Field (1998)
- Inseparable: Desire Between Women in Literature (2010)

### Obres editades
- What Sappho Would Have Said (1997)
- The Mammoth Book of Lesbian Short Stories (1999)